# Castle Tump (Powys)
Castle Tump, auch Trecastle Motte genannt, ist ein Burgstall in Powys in Wales. Die als Scheduled Monument geschützte Anlage liegt am östlichen Ortsrand des Dorfes Trecastle.  Sie entstand Anfang des 11. Jahrhunderts.

## Geschichte
Im Zuge der normannischen Eroberung von Brycheiniog errichtete Bernard de Neufmarché um 1093 eine Motte. Bereits zwischen 1121 und 1136 wurde die Burg bei einem walisischen Überfall wieder zerstört und anschließend aufgegeben. Möglicherweise nutzte in den 1150er-Jahren Walter de Clifford die Stelle für eine neue Befestigung, da es jedoch keine Spuren von Mauerwerk gibt, hatte die Burg danach keine Bedeutung mehr und verfiel.

## Anlage
Der gut erhaltene, steile Burghügel hat eine Grundfläche von 50 Meter × 38 Meter an der Basis und am Gipfel ein flaches, 24 Meter × 16 Meter großes Plateau. Die Vorburg lag südwestlich des Burghügels und war 56 Meter × 40 Meter groß. Sowohl Burghügel wie Vorburg waren von einem Burggraben umgeben.
Die ovale, mit Bäumen bewachsene Motte dominiert den östlichen Ortsrand von Trecastle, das ehemalige Gelände der Vorburg wird von einer Straße durchquert.

## Name des Dorfes
Das Dorf ist nach der alten Motte benannt, deren ursprünglicher Name „una villa nostra de Lliwel“ war. Heute ist allerdings Llywel der Name des Nachbardorfes, der Kirchengemeinde und des Ward. Der örtliche Name „Trecastle“ entstand im Spätmittelalter und bedeutet „die Stadt der Burg“.